# Othresypna borneensis
Othresypna borneensis är en fjärilsart som beskrevs av Emilio Berio 1958. Othresypna borneensis ingår i släktet Othresypna och familjen nattflyn. Inga underarter finns listade i Catalogue of Life.